# Isturgia anzascaria
Isturgia anzascaria är en fjärilsart som beskrevs av Otto Staudinger 1892. Isturgia anzascaria ingår i släktet Isturgia och familjen mätare. Inga underarter finns listade i Catalogue of Life.